# Río Molinar (afluente del Serpis)
El río Molinar es un pequeño afluente del río Serpis. Se trata de un río de España, en la provincia de Alicante.
El río Molinar nace en la Sierra Mariola y se funde como afluente en la ciudad de Alcoy con el río Serpis, que desemboca en el mar Mediterráneo en la población de Gandía. Su recorrido es de tan solo unos pocos kilómetros siendo un río poco caudaloso, con infrecuentes avenidas de agua.
- Datos: Q9034217